# Rio Cuchiniş
O Rio Cuchiniş é um rio da Romênia, afluente do Trotuş, localizado no distrito de Bacău.